# Яков Смірнофф
Яков Смірнофф (англ. Yakov Smirnoff; народився 24 січня 1951 року) — американський комік українсько-єврейського походження, актор і письменник. Після еміграції у Сполучені Штати в 1977 році, Смірнофф почав виступати як стендап-комік. Досяг свого найбільшого успіху в середині-кінці 1980-х років, з'явившись в декількох фільмах і телеситкомі What a Country! Його комічний образ — наївний іммігрант з Радянського Союзу, постійно здивований і захоплений життям у США. Його гумор поєднує насмішки над життям при комунізмі і споживацтвом у США, а також гру слів, викликану нерозумінням американських фраз і культури; все це перемежовується вживанням ключової фрази: «І тут я подумав: „Що за країна!“»
З крахом комунізму, починаючи з 1989 року і розпаду Радянського Союзу в 1991 році, широка популярність Смирнова почала падати, хоча він продовжував виступати. У 1992 році він придбав власний театр у Бренсоні, штат Міссурі, де провів свій останній концерт 3 грудня 2015 року. В кінці 1990-х років, через власне розлучення, переніс фокус своєї комедії на відмінності між чоловіками і жінками, і на вирішення проблем в стосунках.
Смірнофф зараз викладає курс під назвою «Бізнес сміху» в Університеті штату Міссурі і Університеті Друрі.

## Раннє життя
Смирнов народився в єврейській родині під іменем Яків Наумович Похіс в Одесі. Працював учителем малювання в Одесі, а також гумористом. Як комік, іноді виступав на кораблях, що приходили в Чорне море, так він познайомився з американцями, які описували йому своє життя в США. Так він вперше почав розглядати можливість покинути країну. Похіс дізнався про те, що єврей, у 15 років. Після двох років спроб виїхати Яків з батьками в 1977 році приїхали в Нью-Йорк. Його родині було дозволено приїхати в Америку в рамках угоди між СРСР і США. У той час ні він, ні його батьки не розмовляли по-англійськи.
Перший час Смірнофф працював офіціантом і барменом у готелі Grossingers в горах Катскілл у штаті Нью-Йорк і жив у гуртожитку.

## Кар'єра
Смірнофф почав виступати зі стенд-ап комедією в США наприкінці 1970-х років. Обираючи собі ім'я, яке було б знайомим американцям, він зупинився на назві горілки Smirnoff, на яку приймав замовлення, будучи барменом.
На початку 1980-х він переїхав в Лос-Анджелес, щоб продовжувати свою стенд-ап кар'єру. Там він був сусідом по кімнаті з двома іншими молодими коміками, Ендрю Дайс Клей і Томасом Ф. Вілсоном. Він часто з'являвся у відомому клубі The Comedy Store. Досягнувши певного рівня популярності, у 1984 році Смірнофф отримав невелику роль у фільмі Москва на Гудзоні; на знімальному майданчику він допомагав зірці Робіну Вільямсу з його російським діалогом. Згодом Смірнофф з'явився в декількох інших кінокартинах, включаючи Buckaroo Banzai (1984), Мільйони Брюстера (1985) і Прірва (1986). Серед його численних появ на телебаченні — неодноразові появи у ситкомі Night Court у ролі «Якова Короленка», а також виступи в ролі запрошеного гумориста у The Tonight Show Starring Johnny Carson.

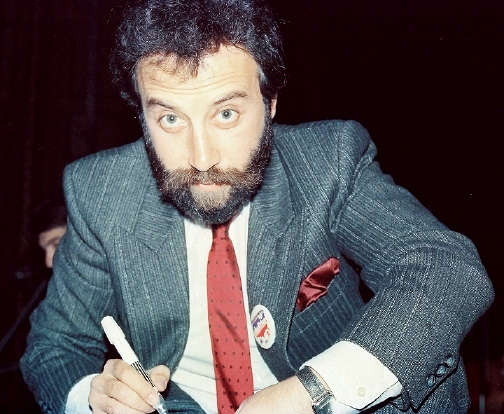
Смірнофф на промо-акції Hands Across America в 1986 році

Виконував головну роль у телевізійному ситкомі 1986-87 років під назвою What a Country! У цьому серіалі він зіграв російського таксиста, який вивчає мову для тесту на громадянство. Наприкінці 1980-х, Смірнофф працював з ABC в освітньому сегменті для вранішніх суботніх мутиків, в якому інформація перемежовувалась жартами і його фірмовим сміхом.
У 1988 році Смірнофф виступив конферансьє на щорічній вечері для кореспондентів Білого дому.
У 1992—2015 роках він робив сотні виступів на рік у власному театрі на 2000 місць в Бренсоні, штат Міссурі, показуючи комедійні шоу і народні танці.
У 2003 році він з'явився на Бродвеї в шоу-однієї-людини As Long As We Both Shall Laugh. Він працює письменником журналу AARP Magazine і дає читачам поради у своїй колонці, «Happily Ever Laughter». 
Після успішної кар'єри на телебаченні, кіно і Бродвеї, Смірнофф вирішив звернутися до теорії. У травні 2006 року він отримав ступінь магістра позитивної психології в Університеті штату Пенсильванія. Він викладав цю дисципліну в Університеті штату Міссурі і Університеті Друрі на цю тему. Він також дає семінари та воркшопи на тему поліпшення відносин.

## Стиль комедії

### «Америка: що за країна!»
Деякі жарти ґрунтуються на грі слів, заснованій на обмеженому розумінні американських ідіом і культури:
- «Я їду в Нью-Йорк і бачу велику табличку з написом 'Америка любить Смірнофф' і я сказав собі, що за країна!»
- У продуктовому магазині: «Сухе молоко, яєчний порошок, дитяча присипка … що за країна!» (англійською всі три рази вживається слово «powder»)
- У продуктовому магазині, знайшовши прокладки зі слоганом «Нова свобода»: «Свобода в коробці! Що за країна!»

Інші жарти порівнюють США та СРСР:
- «В кожній країні люди сміються над якимось містом. У США ви смієтеся над Клівлендом. У Росії ми сміємося над Клівлендом.»
- «Чому в СРСР не грають в бейсбол? У Радянському Союзі ніхто не може бути „в безпеці“.»
- Тут у вас є картка «Америкен Експрес»: «Не виходьте з дому без неї». В Росії у нас є картка «Російський Експрес»: «Не виходьте з дому!»

Одного разу він сказав Джонні Карсону, «Мені подобається в Америці, це кумедно, знаєте, у вас є, у вас є так багато речей, які ми ніколи не мали в Росії — як, наприклад, попереджувальний постріл.» Коли Карсон запитав, чи гумористи в СРСР можуть жартувати про своїх лідерів, Смірнофф відповів: «Звичайно — один раз».

### Російський розворот
Смірноффу інколи приписують винахід і популяризацію типу жарту, відомого як «російський розворот»; різновид хіазму. Жарт починається зі слів «в Радянській Росії» або «в Росії» й повідомляється якась типова річ, а далі суб'єкт і об'єкт роблять несподіване сальто в реченні. Хоча такі жарти гумористи використовували і до нього, а сам Смірнофф використовував їх доволі рідко. У 1985 році вийшла реклама Miller Lite, в якій Смірнофф говорив: «В Америці є багато світлого пива, і ви завжди можете знайти собі вечірку [англ. party]. У Росії, партія завжди знайде тебе.» У пізніших пародіях на Смірноффа використовували такі жарти, що, імовірно, вплинуло на уявлення, наче він сам любив їх вживати.[джерело?]

## Живопис
Смірнофф також і художник і часто зображає Статую Свободи у своїй творчості, відколи отримав американське громадянство.

## Особисте життя
Смірнофф став американським громадянином 4 липня 1986 року.
Смірнофф був одружений; з дружиною Ліндою вони розлучилися в 1999 році. У них двоє дітей: дочка Наташа, 1990 року народження, син Олександр, народився у 1992 році.